# Konstantin Pawlow

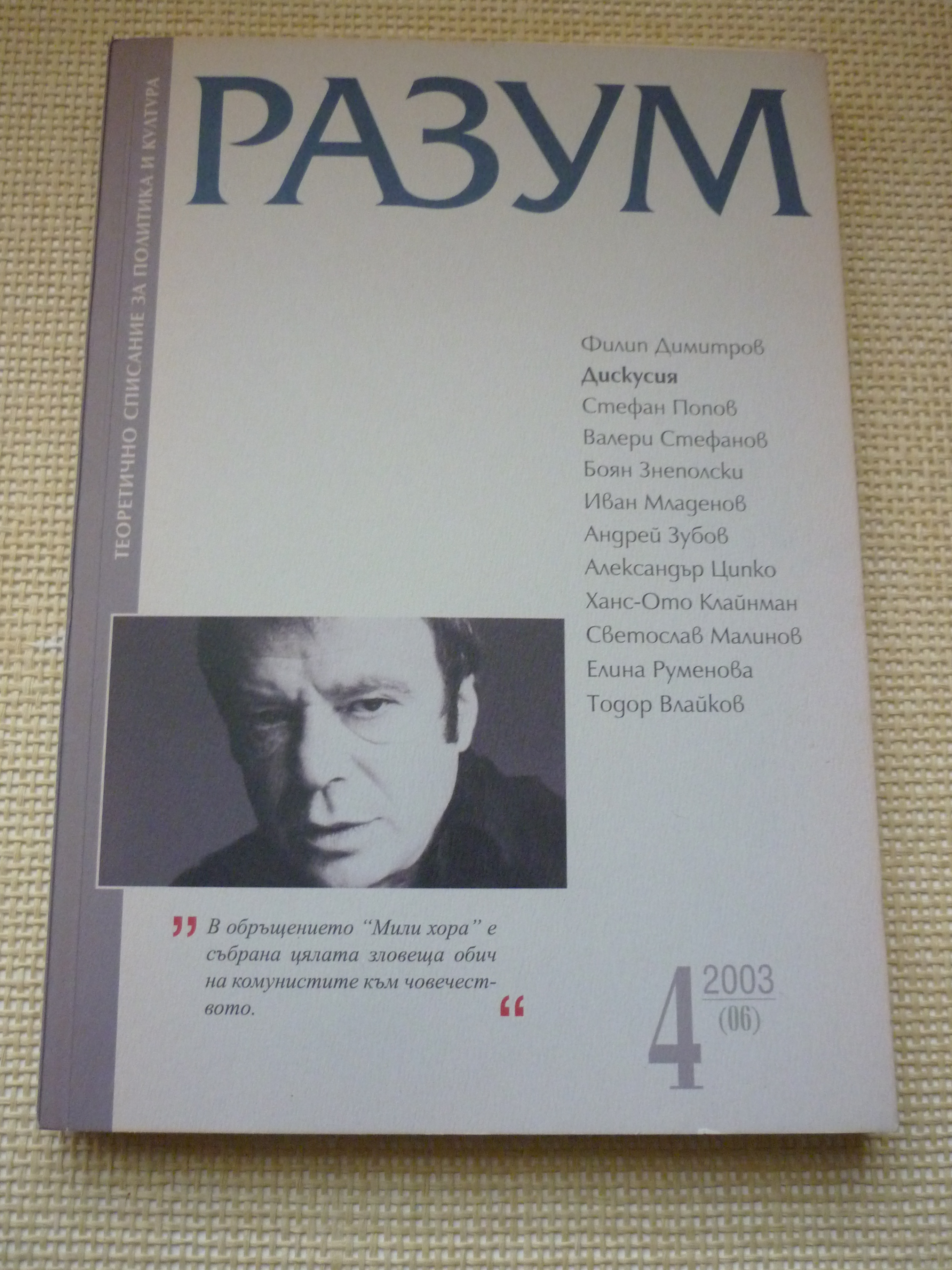
Einband der vierten Ausgabe des konservativen Magazins "Reason" im Jahr 2003. Die Nummer ist dem bulgarischen Dichter Konstantin Pawlow gewidmet.

Konstantin Pawlow (* 2. April 1933 in Witoschko, in der heutigen Gemeinde Pernik, Oblast Pernik; † 28. September 2008 in Sofia) war ein bulgarischer Drehbuchautor, Autor und Dichter. Während der bulgarischen kommunistischen Zeit wurde Pawlow wurde als Intellektueller prominent. Er war von der Zensur betroffen und die Regierung verbot ihm zehn Jahre lang die Veröffentlichung seiner Arbeiten.  

## Leben und Werk
Pawlow begann mit seinen Schaffen im Jahre 1966. Die Bulgaren kauften während des Verbotes und der Zensur seine Werke und lasen seine Gedichte. 
Er erhielt zahlreiche Auszeichnungen für sein Schaffen in der Literatur und für seine Gedichte. Im Jahr 1980 wurde es ihm erlaubt, für den großen Preis zum Karlovy Vary International Film Festival zu seinem Drehbuch einen Film zu drehen. Viele seiner Werke wurden in zahlreiche europäische Sprachen übersetzt.    
Zu seinen berühmtesten Werken und Gedichten gehört Sweet Agony, welches im Jahr 1991 veröffentlicht wurde. Weitere Titel waren The Murder of the Sleeping Man (1992) und A Long Time Ago ... (1998). Als Drehbuchautor war an Ein Rattendasein (2001) beteiligt.
Konstantin Pawlow starb im Jahr 2008. Er hinterließ seine Frau Maria und die gemeinsame Tochter Donka.